# Liste der Monuments historiques in Bouchy-Saint-Genest
Die Liste der Monuments historiques in Bouchy-Saint-Genest führt die Monuments historiques in der französischen Gemeinde Bouchy-Saint-Genest auf.

## Liste der Objekte
| Bezeichnung                | Beschreibung                      | Standort                                         | Kennzeichnung | Schutzstatus | Datum | Bild |
| -------------------------- | --------------------------------- | ------------------------------------------------ | ------------- | ------------ | ----- | ---- |
| Skulptur Heilige Veronika  | Holz, 16. Jahrhundert             | Bouchy-le-Repos, in der Kirche St-Nicolas (Lage) | PM51002959    | Inscrit      | 1980  |      |
| Skulptur Heilige Gertrudis | Holz, 17. Jahrhundert             | Bouchy-le-Repos, in der Kirche St-Nicolas (Lage) | PM51002960    | Inscrit      | 1980  |      |
| Hauptaltar                 | Altartisch; Holz, 17. Jahrhundert | Bouchy-le-Repos, in der Kirche St-Nicolas (Lage) | PM51002957    | Inscrit      | 1980  |      |
| Skulptur Heiliger Lupus    | Holz, 17. Jahrhundert             | Bouchy-le-Repos, in der Kirche St-Nicolas (Lage) | PM51002958    | Inscrit      | 1980  |      |
| Skulptur Heiliger Genesius | Holz, 17. Jahrhundert             | Bouchy-le-Repos, in der Kirche St-Nicolas (Lage) | PM51002961    | Inscrit      | 1980  |      |
| Taufbecken                 | Stein, 12. Jahrhundert            | Bouchy-le-Repos, in der Kirche St-Nicolas (Lage) | PM51003269    | Inscrit      | 1990  |      |